# گوئیدو نوتاری
گوئیدو نوتاری (ایتالیایی: Guido Notari؛ ‏ ۱۰ مهٔ ۱۸۹۳ – ۲۱ ژانویهٔ ۱۹۵۷) بازیگر و مجری رادیو اهل ایتالیا بود.
از فیلم‌هایی که وی در آن نقش داشته‌است، می‌توان به میروش، هلن، بله، مادام، قلب و روح، ده فرمان، رستاخیز، آنتونیوی لیسبونی، داستان عشق، مانون لسکو، تمام رم در برابر او لرزید و اتصال کوتاه اشاره کرد.